# Shadows and Light
Shadows and Light er titlen på Joni Mitchells andet livealbum (tolvte i alt) og optaget i Santa Barbara, Californien i september 1979, hvor hun var på sin Mingus-turne efter udgivelsen af Mingus tidligere på året. Albummet, der oprindeligt blev udsendt som en dobbelt-lp, er også udsendt på VHS og DVD.

## Numre
De fleste numre er skrevet af Mitchell; for de øvrige er komponisten angivet ud for nummeret. Desuden er det med småt angivet på hvilket Mitchell-studiealbum, nummeret første gang er indspillet, når det er relevant.
Side 1
1. "Introduction" (1:51)
2. "In France They Kiss on Main Street" (4:14) The Hissing of Summer Lawns
3. "Edith and the Kingpin" (4:10) The Hissing of Summer Lawns
4. "Coyote" (4:58) Hejira
5. "Goodbye Pork Pie Hat" (6:02) Mingus – Charles Mingus

Side 2
1. "The Dry Cleaner from Des Moines" (4:37) Mingus – Mitchell, Charles Mingus
2. "Amelia" (6:40) Hejira
3. "Pat's Solo" (3:09) – Pat Metheny
4. "Hejira" (7:42)  Hejira

Side 3
1. "Black Crow" (3:52) Hejira
2. "Don's Solo" (4:04) – Don Alias
3. "Dreamland" (4:40) Don Juan's Reckless Daughter
4. "Free Man in Paris" (3:23) Court and Spark
5. "Band Introduction" (0:52)
6. "Furry Sings the Blues" (5:14) Hejira

Side 4
1. "Why Do Fools Fall in Love" (2:53) – Frankie Lymon, Morris Levy
2. "Shadows and Light" (5:23) The Hissing of Summer Lawns
3. "God Must Be a Boogie Man" (5:02) Mingus – Charles Mingus
4. "Woodstock" (5:08) Ladies of the Canyon

På VHS/DVD-udgaverne er der visse ændringer: Efter "Goodbye Pork Pie Hat" findes en solo med Jaco Pastorius baseret på "The High and the Mighty" og "Third Stone from the Sun". "Don's Solo" og "Dreamland" er udeladt, mens "Raised on Robbery" optræder efter "Furry Sings the Blues". Endelig er "God Must Be a Boogie Man" og "Woodstock" udeladt.
En tidlig cd-version af albummet følger det oprindelige album, men har udeladt "Black Crow", "Don's Solo" og "Free Man in Paris", men en senere udgave stemmer overens med det oprindelige album.

## Musikere
På albummet og turneen medvirkede nogle af de musikere, hun havde anvendt på de foregående studiealbum. Det drejer sig om Jaco Pastorius (bas), Don Alias (trommer), der var suppleret med Pat Metheny (el-guitar), Lyle Mays (keyboard), Michael Brecker (saxofon) samt The Persuasions (kor). Joni Mitchell selv synger og spiller el-guitar.

## Cover
Albummets cover indeholder en række fotografier fra turneen i en udgave, som Mitchell selv har skabt ud fra stillbilleder fra filmoptagelser. Billederne er udformet, så de ligner tv-stillbilleder, idet de er let afrundede i hjørnerne og har noget, der ligner striber på tværs.
Baggrunden på coveret er sort, og på forsiden findes et centreret billede med Joni Mitchell overlejret med udsnit af trommesættet. På bagsiden ses ligeledes et billede af Mitchell. I albummets findes tretten forskellige billeder, både fra scenen og udenfor.